# Saint-Cyr-sur-le-Rhône
Saint-Cyr-sur-le-Rhône é uma comuna francesa na região administrativa de Auvérnia-Ródano-Alpes, no departamento de Ródano. Estende-se por uma área de 6,02 km². Em 2010 a comuna tinha 1 319 habitantes (densidade: 219,1 hab./km²).